# Diana Miller
Pour les articles homonymes, voir Miller.
Diana Miller, née le 18 mars 1902 à Seattle et morte le 18 décembre 1927  à Monrovia en Californie, est une actrice américaine de l'époque du muet.

## Biographie
Diana Miller est entrée dans l'univers du cinéma grâce à l'acteur Wallace Reid. Elle travaille pendant cinq ans chez Famous Players-Lasky, perd son emploi et est engagée dans la Fox Film Company. Miller a joué dans neuf films de la Fox.
Son meilleur rôle le fut dans le film Honor Among Men (1924). Elle a joué le rôle de Celeste dans She Wolves (1925) avant de jouer dans Le Séducteur (The Kiss Barrier) (1925) avec Edmund Lowe. Ses derniers rôles furent au milieu des années 1920 dans Le Champion (The Fighting Heart) (1925), When The Door Opened (1925) et The Cowboy and the Countess (1926).
Miller meurt en 1927 à Monrovia d'une triple hémorragie des poumons.
Diana Miller a été mariée brièvement au directeur et producteur George Melford.

## Particularité
Elle avait les cheveux roux. 

## Filmographie partielle
- 1924 : Flames of Desire de Denison Clift : Marion Vavasour
- 1925 : Le Champion de John Ford : Helen Van Allen
- 1925 : Le Séducteur (The Kiss Barrier) de Roy William Neill
- 1925 : Le Secret de l'abîme (The Rainbow Trail) de Lynn Reynolds
- 1925 : L'Appât de l'or (The Hunted Woman) de Jack Conway